# Otoplana chapuisi
Otoplana chapuisi är en plattmaskart som beskrevs av Graff 1913. Otoplana chapuisi ingår i släktet Otoplana och familjen Otoplanidae. Inga underarter finns listade i Catalogue of Life.